# Get Me Bodied
Get Me Bodied è un brano musicale R&B scritto da Beyoncé, Sean Garrett, Solange Knowles, Angela Beyince, Makeba Riddick e Swizz Beatz. Prodotto da Beyoncé, Swizz Beatz e Sean Garrett, è incluso nel secondo album della Knowles, B'Day. È stato pubblicato negli Stati Uniti come sesto ed ultimo singolo estratto il 10 luglio 2007.
Get Me Bodied si classificò alla posizione numero sessantotto nella Billboard Hot 100, ma riscosse critiche favorevoli; è stata inoltre candidata nella categoria Video of the Year durante la cerimonia dei VH1 Soul VIBE Awards Special.

## Pubblicazione
Get Me Bodied e Green Light erano tra i brani dell'album sorteggiati per seguire al primo singolo, Déjà vu. Beyoncé preferì tuttavia la pubblicazione di Ring the Alarm come secondo singolo, il quale si rivelò un insuccesso commerciale. Get Me Bodied venne invece pubblicato dopo il duetto di Beyoncé con Shakira, Beautiful Liar, incluso nella versione Deluxe dell'album.

## Video musicale
Il video musicale è stato concepito e co-diretto da Beyoncé in collaborazione con Anthony Mandler.